# Ockham (Surrey)
Ockham est une paroisse civile et un village du Surrey, en Angleterre.

## Culture locale et patrimoine

### Personnalité liées à la commune
- Guillaume d'Ockham (1285-1349) , théologien et philosophe anglais, est né à Ockham[1].